# Wistron
Wistron Corporation — тайваньская компания по проектированию и производству потребительской электроники, в частности один из контрактных производителей iPhone.

## История
Компания возникла как производственное подразделение Acer Inc., но в 2001 году была выделена в самостоятельную компанию.
29 апреля 2008 года совет директоров Wistron одобрил планы покупки мощностей по производству мониторов у компании Lite-On Technology Corporation.
В июле 2011 года Wistron и Microsoft достигли соглашения о том, что Wistron будет выплачивать Microsoft лицензионные отчисления за использование в своих продуктах платформ Chrome и Android. В сентябре 2011 года Wistron подписала соглашение о патентных отчислениях с компанией Intellectual Ventures.
Компания занимала 500-е место в списке Fortune Global 500 за 2011 год.
В 2017 году Wistron начала сборку мобильных телефонов iPhone на заводе в Индии. В декабре 2020 года на этом заводе начались беспорядки в связи с задержками зарплаты; были повреждены транспортные средства и оборудование, ущерб оценивался в миллионы долларов. В октябре 2023 года Wistron продала завод индийской промышленной группе Tata за 125 млн долларов.
В 2020 году было начато строительство завода на севере Вьетнама (Dong Van III Industrial Zone).
В 2023 году компания объявила о том, что завод в Тайчжоу будет закрыт, а на заводе в Куньшане будет сокращено производство. Оба завода в материковом Китае занимались выпуском ЖК-дисплеев для ноутбуков и смартфонов.

## Деятельность
В качестве ODM-производителя Wistron разрабатывает и производит продукты для других компаний для продажи под их собственными брендами. Wistron фокусируется на продуктах в области информационных и коммуникационных технологий, включая ноутбуки, десктопы, серверы, хранилища данных, ЖК-телевизоры и портативные устройства. Производственные мощности компании имеются в Тайване (Синьчжу и Гаосюн), КНР (Чжуншань, Куньшань, Тайчжоу, Чэнду, Чунцин), Мексике (Сьюдад-Хуарес), Чехии (Брно), Вьетнаме (провинция Ханам), Индии (Бангалор) и Малайзии (Порт-Кланг). Предприятия компании осуществляют монтаж печатных плат, сборку, тестирование и упаковку готовых изделий.
Выручка компании за 2022 год составила 984,6 млрд новых тайваньских долларов (32,1 млрд долларов США), её распределение по регионам: США — 47 %, Европа — 22 %, КНР — 13 %, Япония — 3 %, страны ASEAN — 3 %, другие регионы — 13 %.
Компания занимала 1584-е место в списке Forbes Global 2000 за 2023 год.